# Puisque vous partez en voyage
Puisque vous partez en voyage, est une chanson écrite par Jean Nohain sur une musique composée par Mireille, sortie en 1935.

## Histoire
Elle est interprétée par Mireille et Jean Sablon, qui jouent le rôle de deux amoureux qui se séparent pour la première fois, sur un quai d'une gare de Paris.
La femme part pour une quinzaine de jours, et son chéri l'accompagne jusque sur ce quai.
L'attente du départ du train est longue, et lorsque le cochon de contrôleur crie en voiture, l'amoureux n'y tenant plus monte dans le train pour rejoindre sa chérie.

## Reprises

### Françoise Hardy et Jacques Dutronc
Françoise Hardy connaît bien Mireille car, dès le 6 février 1962, elle a fréquenté son émission de télévision Le Petit Conservatoire de la chanson où elle interprétait ses premiers succès, dont Tous les garçons et les filles.
À partir de 1967, Françoise Hardy a partagé la vie du chanteur et acteur de cinéma, Jacques Dutronc.
Au début des années 1990, ils décident de se séparer, et ils enregistrent ensemble une dernière chanson : Puisque vous partez en voyage.
Par rapport à la version originale, les rôles sont inversés, l'homme s'en va, et c'est la femme qui attend le départ du train.
Les paroles sont légèrement actualisées, le cochon de chef de gare devenant ainsi un enfoiré.
Dans une interview de 2000, Françoise Hardy déclare :

« Mireille, c'était un espèce (sic) de lutin très fantasque, pleine d'humour, et je trouvais que cela correspondait mieux à Jacques d'être la personne qui s'en va, et moi amoureuse transie qui reste sur le quai. Mais il n'a pas été satisfait à 100 %, et il a tenu a ce que l'on refasse cette chanson pour son propre album qui n'est pas encore prêt, et ou c'est lui qui reste sur le quai et moi qui pars. »

Un des clips vidéos a été tourné en 2000 à la gare de Lausanne.

### Les interprétations
- Ray Ventura et ses collégiens (1936)
- Jean Sablon (1951)
- Robert Valentino (1957)
- Guylaine Guy (1960)
- Mireille et Jerry Van Rooyen et son orchestre (1961)
- Jacques Dutailly (1962)
- Mireille (1965)
- Jacqueline Roland (1965)
- Micheline Presle et Daniel Gélin (1969)
- Caroline Cler et Christian Borel (1975)
- Joëlle et Jean Sablon (1979)
- Georges Brassens (1980), sur l'album Georges Brassens chante les chansons de sa jeunesse (disque Philips)
- Les chœurs de France (2000), sur l'album Aimer ...
- Françoise Hardy et Jacques Dutronc (2000), sur l'album Clair-obscur (disque Virgin)
- Claude Luter (2001), sur l'album Puisque vous partez en voyage
- Sarah Micheau (2004)
- Marie et Claudio Bolzonello (2005)
- Miss Dominique et Christophe Willem, lors du 1/4 de finale de la Nouvelle star (2006)
- Marie-Christine Maillard, sur l'album Marie 100% french (2006)
- Nolwenn Leroy et François Morel (2007)
- Coco Aslan (2008)
- Elsa Lunghini et Elie Semoun (2010)
- Maria Lavalle (2011)
- Clara Bellar et Ivan Lins (2013)
- Nolwenn Leroy et Charles Aznavour (2013), lors de l'émission Hier encore no 3, diffusé sur France 2 le samedi 14 septembre 2013.
- Jenifer et Emmanuel Moire (2013), fête de la chanson française 2013
- Sandrine Kiberlain et Jean Rochefort, chanson du film Floride de Philippe Le Guay (2015)
- Natalie Dessay et Bénabar (2015)
- Ubare et Frédéric Longbois, duel du 7 avril 2018 lors de  la Saison 7 de The Voice (2018)
- Clara Luciani et Arthur Teboul. La Cigale, Paris. 29 janvier 2019.